# Olympische Sommerspiele 1968/Schießen
Bei den XIX. Olympischen Sommerspielen 1968 in Mexiko-Stadt fanden sieben Wettkämpfe im Sportschießen statt. Austragungsort war der Schießstand Vicente Suárez im Campo Militar 1. Auf dem Programm stand mit dem Skeet eine zusätzliche Tontauben-Disziplin. Erstmals überhaupt traten Frauen gemeinsam mit Männern zu olympischen Schießwettbewerben an.

## Bilanz

### Medaillenspiegel
| Platz | Land               | Gold | Silber | Bronze | Gesamt |
| ----- | ------------------ | ---- | ------ | ------ | ------ |
| 1     | Sowjetunion        | 2    | 1      | 2      | 5      |
| 2     | Vereinigte Staaten | 1    | 2      | –      | 3      |
| 3     | BR Deutschland     | 1    | 1      | 1      | 3      |
| 4     | Großbritannien     | 1    | –      | –      | 1      |
| 4     | Polen              | 1    | –      | –      | 1      |
| 4     | Tschechoslowakei   | 1    | –      | –      | 1      |
| 7     | Italien            | –    | 1      | –      | 1      |
| 7     | Rumänien           | –    | 1      | –      | 1      |
| 7     | Ungarn             | –    | 1      | –      | 1      |
| 10    | DDR                | –    | –      | 2      | 2      |
| 10    | Neuseeland         | –    | –      | 1      | 1      |
| 10    | Schweiz            | –    | –      | 1      | 1      |

### Medaillengewinner
| Konkurrenz                             | Gold             | Silber           | Bronze                |
| -------------------------------------- | ---------------- | ---------------- | --------------------- |
| Freies Gewehr Dreistellungskampf 300 m | Gary Anderson    | Walentin Kornew  | Kurt Müller           |
| Kleinkaliber Dreistellungskampf 50 m   | Bernd Klingner   | John Writer      | Witali Parchimowitsch |
| Kleinkaliber liegend 50 m              | Jan Kůrka        | László Hammerl   | Ian Ballinger         |
| Freie Pistole 50 m                     | Grigori Kossych  | Heinz Mertel     | Harald Vollmar        |
| Schnellfeuerpistole 25 m               | Józef Zapędzki   | Marcel Roșca     | Renart Suleimanow     |
| Skeet                                  | Jewgeni Petrow   | Romano Garagnani | Konrad Wirnhier       |
| Trap                                   | John Braithwaite | Thomas Garrigus  | Kurt Czekalla         |

## Ergebnisse

### Freies Gewehr Dreistellungskampf 300 m
| Platz | Land | Sportler             | Punkte    |
| ----- | ---- | -------------------- | --------- |
| 1     | USA  | Gary Anderson        | 1157 (OR) |
| 2     | URS  | Walentin Kornew      | 1151      |
| 3     | SUI  | Kurt Müller          | 1148      |
| 4     | URS  | Schota Kweliaschwili | 1142      |
| 5     | SUI  | Erwin Vogt           | 1140      |
| 6     | GDR  | Hartmut Somme        | 1140      |
| 7     | USA  | John Foster          | 1140      |
| 8     | ROM  | Petre Șandor         | 1138      |
|       |      |                      |           |
| 23    | GDR  | Uto Wunderlich       | 1107      |

Datum: 23. Oktober 1968 

30 Teilnehmer aus 16 Ländern

### Kleinkaliber Dreistellungskampf 50 m
| Platz | Land | Sportler              | Punkte |
| ----- | ---- | --------------------- | ------ |
| 1     | FRG  | Bernd Klingner        | 1157   |
| 2     | USA  | John Writer           | 1156   |
| 3     | URS  | Witali Parchimowitsch | 1154   |
| 4     | USA  | John Foster           | 1153   |
| 5     | MEX  | José González         | 1152   |
| 6     | CAN  | Gerald Ouellette      | 1151   |
| 7     | FRG  | Peter Kohnke          | 1151   |
| 8     | SUI  | Kurt Müller           | 1151   |
|       |      |                       |        |
| 14    | AUT  | Guido Loacker         | 1146   |
| 17    | GDR  | Uto Wunderlich        | 1145   |
| 26    | GDR  | Hartmut Sommer        | 1138   |
| 30    | SUI  | Peter Ruch            | 1135   |
| 32    | AUT  | Wolfram Waibel sr.    | 1133   |

Datum: 21. Oktober 1964 

62 Teilnehmer aus 35 Ländern

### Kleinkaliber liegend 50 m
| Platz | Land | Sportler                | Punkte   |
| ----- | ---- | ----------------------- | -------- |
| 1     | TCH  | Jan Kůrka               | 598 (WR) |
| 2     | HUN  | László Hammerl          | 598 (WR) |
| 3     | NZL  | Ian Ballinger           | 597      |
| 4     | ROM  | Nicolae Rotaru          | 597      |
| 5     | GBR  | John Palin              | 596      |
| 6     | FRA  | Jean-Luc Loret          | 596      |
| 7     | NOR  | Bjørn Bakken            | 595      |
| 8     | USA  | Gary Anderson           | 595      |
|       |      |                         |          |
| 13    | FRG  | Karl Wenk               | 594      |
| 23    | SUI  | Hansruedi Schafroth     | 593      |
| 33    | FRG  | Klaus Zähringer         | 591      |
| 35    | AUT  | Friedrich Schattleitner | 590      |
| 54    | GDR  | Hartmut Sommer          | 587      |
| 58    | SUI  | Hans Sinniger           | 586      |

Datum: 19. Oktober 1964 

86 Teilnehmer aus 46 Ländern

### Freie Pistole 50 m
| Platz | Land | Sportler         | Punkte   |
| ----- | ---- | ---------------- | -------- |
| 1     | URS  | Grigori Kossych  | 562 (OR) |
| 2     | FRG  | Heinz Mertel     | 562 (OR) |
| 3     | GDR  | Harald Vollmar   | 560      |
| 4     | USA  | Arnold Vitarbo   | 559      |
| 5     | POL  | Paweł Małek      | 556      |
| 6     | GDR  | Helmut Artelt    | 555      |
| 7     | CUB  | Nelson Oñate     | 555      |
| 8     | ROM  | Neagu Bratu      | 554      |
|       |      |                  |          |
| 12    | SUI  | Ernst Stoll      | 550      |
| 18    | AUT  | Hubert Garschall | 547      |
| 23    | SUI  | Albert Späni     | 546      |
| 30    | LUX  | Nico Klein       | 543      |
| 65    | FRG  | Kurt Meyer       | 506      |

Datum: 18. Oktober 1968 

69 Teilnehmer aus 42 Ländern

### Schnellfeuerpistole 25 m
| Platz | Land | Sportler           | Punkte   |
| ----- | ---- | ------------------ | -------- |
| 1     | POL  | Józef Zapędzki     | 593 (OR) |
| 2     | ROM  | Marcel Roșca       | 591      |
| 3     | URS  | Renart Suleimanow  | 591      |
| 4     | GDR  | Christian Düring   | 591      |
| 5     | FRG  | Erich Masurat      | 590      |
| 6     | GDR  | Gerhard Dommrich   | 589      |
| 7     | TCH  | Lubomír Nácovský   | 588      |
| 8     | ITA  | Giovanni Liverzani | 588      |
| 9     | FRG  | Hans Standl        | 587      |
|       |      |                    |          |
| 30    | AUT  | Hubert Garschall   | 579      |
| 40    | SUI  | Kurt Klingler      | 575      |
| 42    | SUI  | Josef Ziltener     | 572      |

Datum: 22. und 23. Oktober 1968 

56 Teilnehmer aus 34 Ländern

### Skeet
| Platz | Land | Sportler             | Punkte   |
| ----- | ---- | -------------------- | -------- |
| 1     | URS  | Jewgeni Petrow       | 198 (OR) |
| 2     | ITA  | Romano Garagnani     | 198 (OR) |
| 3     | FRG  | Konrad Wirnhier      | 198 (OR) |
| 4     | URS  | Juri Zuranow         | 196      |
| 5     | PER  | Pedro Gianella       | 194      |
| 6     | CHI  | Nicolas Atalah       | 194      |
| 7     | CHI  | Jorge Jottar         | 194      |
| 8     | GRE  | Panagiotis Xanthakos | 194      |
|       |      |                      |          |
| 21    | FRG  | Karl Meyer zu Hölsen | 189      |
| 32    | SUI  | Paul Vittet          | 186      |

Datum: 21. und 22. Oktober 1968 

52 Teilnehmer aus 30 Ländern

### Trap
| Platz | Land | Sportler         | Punkte |
| ----- | ---- | ---------------- | ------ |
| 1     | GBR  | John Braithwaite | 198    |
| 2     | USA  | Thomas Garrigus  | 196    |
| 3     | GDR  | Kurt Czekalla    | 196    |
| 4     | URS  | Pāvels Seničevs  | 196    |
| 5     | FRA  | Pierre Candelo   | 195    |
| 6     | POL  | Adam Smelczyński | 195    |
| 7     | URS  | Alexander Alipow | 195    |
| 8     | CAN  | John Primrose    | 194    |
|       |      |                  |        |
| 23    | GDR  | Rudolf Hager     | 190    |
| 29    | FRG  | Werner Bühse     | 189    |
| 37    | AUT  | Josef Meixner    | 187    |
| 38    | FRG  | Erich Gehmann    | 187    |

Datum: 18. und 19. Oktober 1968 

55 Teilnehmer aus 34 Ländern
Die Silbermedaille wurde nach einem Stechen zwischen Thomas Garrigus, Kurt Czekalla und Pāvels Seničevs vergeben.